# Saijō Yaso

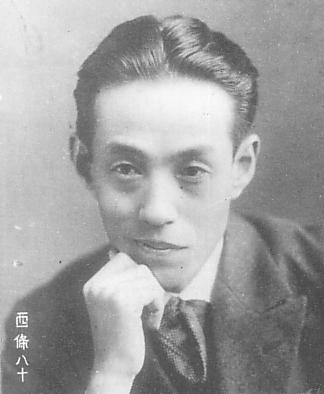
Saijō Yaso

Saijō Yaso (japanisch 西條 八十; geboren 15. Januar 1892 in Tōkyō; gestorben 12. August 1970) war ein japanischer Lieder-Dichter. Er zählt mit Kitahara Hakushū und Noguchi Ujō zu den „Drei Großpoeten“ ihrer Zeit.

## Leben und Wirken
Saijō Yaso machte seinen Studienabschluss an der Waseda-Universität. Schon während seiner Studienzeit schrieb er Beiträge für das Literaturmagazin der „Waseda Bungaku“ (早稲田文) und wurde Mitglied in der Gruppe „Mirai“ (未来, dt. „Zukunft“). Seine erste Gedichtsammlung veröffentlichte er 1919 unter dem Namen „Sakin“ (砂金, dt. „Goldstaub“). In den 1920er Jahren begann er für „Akai Tori“ (赤い鳥, dt. „Roter Vogel“) zu schreiben. Das war ein einflussreiches Kindermagazin, herausgegeben von Suzuki Miekichi, für das Kitahara Hakushū und Noguchi Ujō wichtige Beiträge in Form von Kinderliedern schrieben.
Von 1924 bis 1926 bildete sich Saijō in Frankreich an der Sorbonne weiter. Dort schloss er sich den französischen Symbolisten an, wurde Freund von Paul Valéry und verfasste selbst symbolistische Gedichte. Nach seiner Rückkehr wurde er Assistenzprofessor für Französisch an seiner Alma Mater, 1931 Professor. Von den 1930er Jahren an, vor allem in seinen späteren Jahren, schrieb er lyrische Texte, auch Militärgedichte, die Schallplattenfirmen vertonen ließen.
Saijō publizierte eine Reihe von Gedichtsammlung, darunter im Jahr 1922 „Rōningyō“ (蝋人形, dt. „Wachspuppen“), „Mishiranu koibito“ (見知らぬ愛人, dt. „Unbekannter Liebhaber“; 1922), „Utsukushiki sōshitsu“ (美しき喪失, „Verlust der Schönheit“; 1929), „Kigiku no yakata“ (黄菊の館, dt. „Gelbe Chrysanthemen Villa“), „Ichiaku no hari“ (一握の玻璃, dt. „Eine Handvoll Glass“; 1947), auch eine Sammlung von Besprechungen zu Arthur Rimbaud.